# Gail Brand
Sarah Gail Brand (* 1971 in London) ist eine britische Posaunistin des Jazz und der europäischen Improvisationsmusik.

## Leben und Wirken
Gail Brand wuchs in Birmingham auf  und begann mit neun Jahren Posaune zu spielen. Sie spielte während ihrer Schulzeit im Birmingham School Symphony Orchestra, Midland Youth Jazz Orchestra, Children’s Opera Company, Birmingham Schools Brass Ensemble sowie in Pop- und Jazzbands bevor sie zwischen 1993 und 1996 Posaune (bei Chris Batchelor und Stuart Hall) und Komposition (bei Veryan Weston) an der Middlesex University studierte; 2001 erwarb sie das Postgraduierten-Diplom in Musiktherapie an der Guildhall School of Music and Drama.
Als Musikerin arbeitet sie seitdem im Bereich des Jazz, der improvisierten und der klassischen Musik, u. a. mit Steve Beresford, Billy Jenkins, Elton Dean, Evan Parker, Phil Minton, Lol Coxhill,  Oren Marshall, Maggie Nicols und Georg Gräwe, außerdem mit dem Comedian Stewart Lee, in dessen BBC-Serie Stewart Lee’s Comedy Vehicle sie auftrat. Ferner spielte sie im London Improvisers Orchestra, im Quartett Mingus Moves (mit Chris Biscoe, Henry Lowther und Veryan Weston), hatte sie ein Duo mit Improvisationsvokalistin Morgan Guberman sowie mit dem Schlagzeuger Mark Sanders und mit ihrem Gail Brand Sextet. Sie nahm mehrere Alben unter eigenem Namen auf.  The Wire bezeichnet sie als „the most exciting trombone player for years.“
Brand arbeitete mehrere Jahre als Musiktherapeutin in der Einrichtung The Ark in Bracknell, Berkshire, wo sie Workshops in Experimentalmusik für lernbehinderte Jugendliche hielt; außerdem unterrichtete sie Improvisations- und Kompositionsklassen in Kursen der Guildhall School, in Sommerkursen und des London Musicians’ Collective.
Aktiv war sie 2014 in dem Quartett Lunge mit dem Schlagzeuger Mark Sanders, Phil Durrant (Electronics, Violine) und Pat Thomas (Electronics, Keyboards), dem Quintett von Simon H. Fell, der Formation Minnow von Kelsey Michael sowie mit The Brand/Morris Alliance, einem Improvisationsduo mit dem Keyboarder Darren Morris.

## Diskographische Hinweise
- Lunge: Strong Language (Emanem, 2002), mit Phil Durrant, Pat Thomas und Mark Sanders
- Supermodel Supermodel (Emanem, 2006), mit Gino Robair, Tim Perkis, John Shiurba, Matthew Sperry
- Gail Brand / Mark Sanders: Instinct & the Body (TBC, 2009)
- Sarah Gail Brand, Tony Marsh, Percy Pursglove, Simon H. Fell: Harmonic 2011 (Bruce’s Fingers, 2018)
- Sarah Gail Brand, Steve Beresford, John Edwards, Mark Sanders: All Will Be Said, All to Do Again (Regardless, 2019)
- Deep Trouble (2020)